# M.J. Muller
Marinus Johannes Muller (Rotterdam, 12 maart 1906 – Bedum, 24 januari 1986) was een Nederlands politicus van de PvdA.
Hij werd geboren in een arbeidersgezin en ging in 1926 werken bij de technische afdeling van de gemeente Rotterdam. In 1933 trouwde hij met een domineesdochter en samen kregen ze een dochter en twee zonen. Na een conflict tijdens de Tweede Wereldoorlog met een NSB-functionaris stapte hij op bij de gemeente Rotterdam en in 1943 ging hij werken bij de accountantsdienst van het departement van Landbouw. Midden 1946 werd hij secretaris van van het directorium van de stichting 'Kerk en Wereld' in Driebergen. Daarnaast was hij voorzitter van de Industrie- en Huishoudschool aldaar en vanaf begin 1954 was hij ook nog gemeenteraadslid nadat een partijgenoot vanwege gezondheidsproblemen zijn plek in de gemeenteraad van Driebergen-Rijsenburg moest opgeven. In augustus 1956 werd Muller benoemd tot burgemeester van Lekkerkerk wat hij tot zijn pensionering in april 1971 zou blijven.  Na zijn pensionering verhuisde hij met zijn zoons mee naar het Noorden van het land en woonde tot zijn dood in Bedum. Zijn zoon Carel Muller kwam in de jaren 70 landelijk in het nieuws als hoofdrolspeler bij de affaire-Dennendal.